# 白河 (滦河)
白河，也称柴白河，位于中华人民共和国河北省北部，是滦河右岸支流。发源于承德县西南部东小白旗乡八道沟村以北的千松沟，东南流至东小白旗乡东南转东北流，经鞍匠镇、新杖子镇、承德高新技术产业开发区上板城镇等地，最后于上板城镇白河南村东北注入滦河。河长43.5千米，流域面积684平方千米，年均径流量0.97亿立方米。